# Фінал Світового Туру ATP 2017, одиночний розряд
Енді Маррей був чинним чемпіоном, але цього року не кваліфікувався на турнір. З-поміж дев'яти учасників турніру 2016 року лише Марин Чилич, Давід Ґоффен і Домінік Тім грають знову цього року (Стен Вавринка кваліфікувався, але знявся через травму).
Перші два номери посіву Рафаель Надаль і Роджер Федерер, жоден з них не грав 2016 року.
Олександр Звєрєв, Григор Димитров і Джек Сок дебютують на цьому змаганні. Крім того, Гоффен дебютує як гравець, який кваліфікувався напряму, 2016 року він зіграв один матч як заміна.

## Сіяні гравці
1. Рафаель Надаль
2. Роджер Федерер
3. Олександр Звєрєв
4. Домінік Тім
5. Марин Чилич
6. Григор Димитров
7. Давід Ґоффен
8. Джек Сок

## Заміни
1. Пабло Карреньо Буста
2. Сем Кверрі

## Сітка

### Легенда
| - Q = Кваліфаєр - WC = Вайлд-кард - LL = Щасливий лузер | - Alt = Заміна - SE = Виняток - PR = Захищений рейтинг | - w/o = Без гри - r = Зняття - d = Присуджено перемогу |

### Фінальна частина
|  | Півфінали | Півфінали | Півфінали | Півфінали | Півфінали |  |  | Фінал | Фінал | Фінал | Фінал | Фінал |
|  |           |           |           |           |           |  |  |       |       |       |       |       |
|  |           |           |           |           |           |  |  |       |       |       |       |       |
|  |           |           |           |           |           |  |  |       |       |       |       |       |
|  |           |           |           |           |           |  |  |       |       |       |       |       |
|  |           |           |           |           |           |  |  |       |       |       |       |       |
|  |           |           |           |           |           |  |  |       |       |       |       |       |
|  |           |           |           |           |           |  |  |       |       |       |       |       |
|  |           |           |           |           |           |  |  |       |       |       |       |       |
|  |           |           |           |           |           |  |  |       |       |       |       |       |

### ГрупаПіт Сампрас
|   |                 | Надаль | Тім | Димитров | Гоффен | Матчі W–L | Сети W–L | Гейми W–L | Положення |
| 1 | Рафаель Надаль  |        |     |          |        |           |          |           |           |
| 4 | Домінік Тім     |        |     |          |        |           |          |           |           |
| 6 | Григор Димитров |        |     |          |        |           |          |           |           |
| 7 | Давід Ґоффен    |        |     |          |        |           |          |           |           |

У разі рівного розподілу перемог для розподілу місць у групі враховуються такі показники (в порядку черговості): 1) Кількість перемог; 2) Кількість зіграних матчів; 3) Результат особистої зустрічі (якщо два гравці мають однакові попередні показники); 4) Якщо троє тенісистів мають однакові показники, то: відсоток виграних сетів, потім відсоток виграних геймів, потім особиста зустріч; 5) Рейтинг ATP

### ГрупаБорис Бекер
|   |                  | Федерер | Зверев | Чилич | Сок | Матчі W–L | Сети W–L | Гейми W–L | Положення |
| 2 | Роджер Федерер   |         |        |       |     |           |          |           |           |
| 3 | Олександр Звєрєв |         |        |       |     |           |          |           |           |
| 5 | Марин Чилич      |         |        |       |     |           |          |           |           |
| 8 | Джек Сок         |         |        |       |     |           |          |           |           |

У разі рівного розподілу перемог для розподілу місць у групі враховуються такі показники (в порядку черговості): 1) Кількість перемог; 2) Кількість зіграних матчів; 3) Результат особистої зустрічі (якщо два гравці мають однакові попередні показники); 4) Якщо троє тенісистів мають однакові показники, то: відсоток виграних сетів, потім відсоток виграних геймів, потім особиста зустріч; 5) Рейтинг ATP